# Hobborn en Boda
Hobborn en Boda (Zweeds: Hobborn och Boda) is een småort in de gemeente Falun in het landschap Dalarna en de provincie Dalarnas län in Zweden. Het småort heeft 75 inwoners (2005) en een oppervlakte van 23 hectare. Eigenlijk bestaat het småort uit twee plaatsen: Hobborn en Boda. Het småort en dan vooral Hobborn, ligt aan het meer Hobbornsjön, dit meer maakt deel uit van een groep met verschillende meren die met elkaar in verbinding staan.